# San Lorenzo in Piscibus
Koordinaten: 41° 54′ 6,3″ N, 12° 27′ 33,2″ O
San Lorenzo in Piscibus (St. Laurentius am Fischmarkt), auch San Lorenzo in Borgo oder San Lorenzolo, ist eine römisch-katholische Basilika im römischen Stadtteil Borgo nahe dem Petersplatz auf exterritorialem Gebiet des Heiligen Stuhls. Sie wurde im 12. Jahrhundert geweiht und trägt das Patrozinium des Heiligen Laurentius. Als Rektoratskirche gehört sie zur Pfarrei Santa Maria in Traspontina.

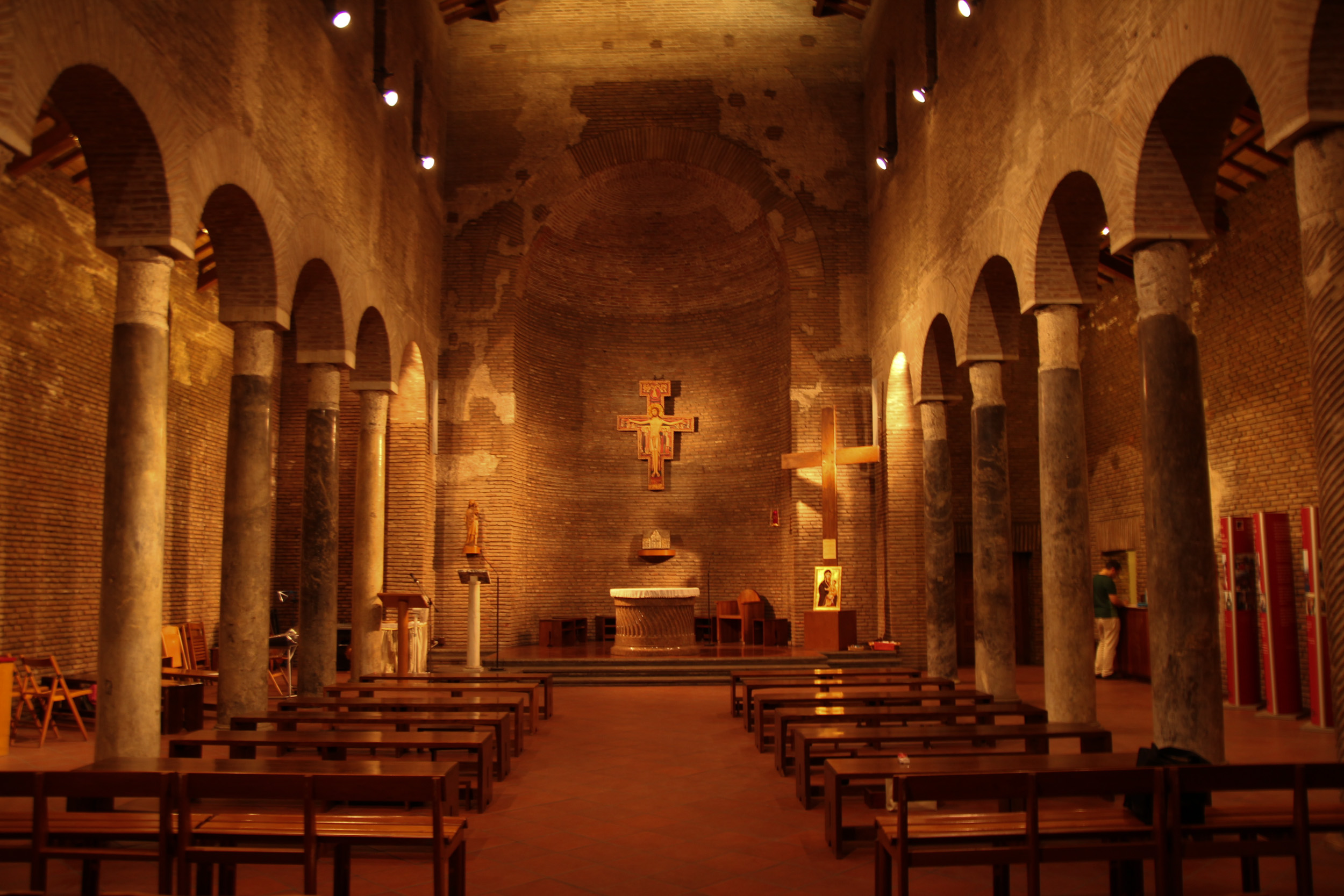
Kircheninnenraum mit Langschiff und Apsis

Sie trägt den Titel einer Basilica minor und wurde am 24. November 2007 von Papst Benedikt XVI. zur Titeldiakonie Diaconia Sancti Laurentii in Piscibus erhoben. Erster und bisher einziger Inhaber der Titeldiakonie war bis zu seinem Tod am 15. März 2024 der deutsche Kurienkardinal Paul Josef Cordes.

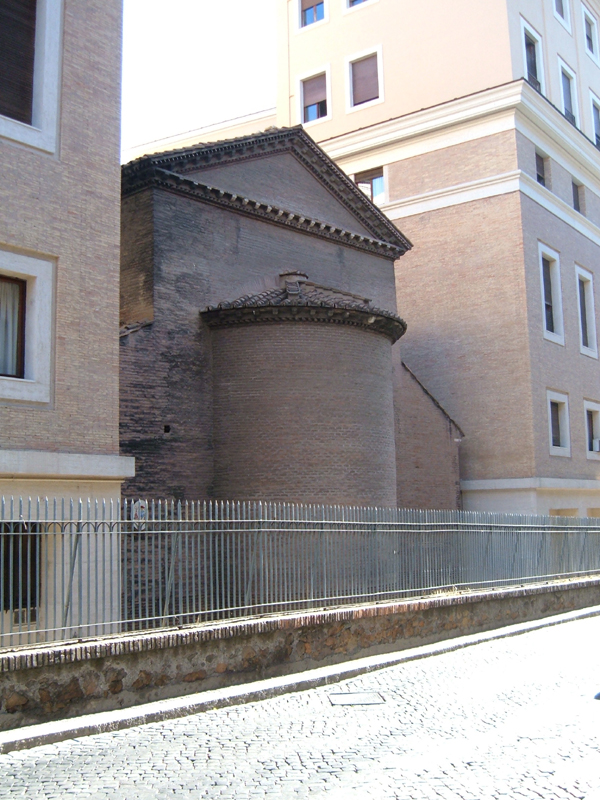
Die Apsis von außen

Die Ortsangabe in piscibus leitet sich von einem ursprünglich in der Nähe der Kirche befindlichen Fischmarkt ab.

## Geschichte
Die erste Erwähnung der Kirche fand in einer benediktinischen Regel aus dem Jahr 1143 statt als Sancti Laurentii in Porticu maiore. Die Kirche wurde 1659 im Auftrag der Familie Cesi, in deren Palast sie einbezogen war, vom Architekten Francesco Massari neu errichtet. Die Fassade baute 1733 Domenico Navone, nachdem die Kirche den Piaristen übergeben worden war.
Die Kirche stand ursprünglich weiter nördlich und wurde beim Bau der Via della Conciliazione 1937 abgerissen. Die heutige Kirche ist eine Rekonstruktion aus dem Jahr 1950, die einige Säulen der alten Kirche beinhaltet. Dabei wurde versucht, wieder einen romanischen Bau herzustellen. Sie wird auf drei Seiten vom gewaltigen Palazzo detto dei Propilei an der Piazza Pio XII. umfasst und ist nur an der schmalen Südseite vom Borgo Santo Spirito aus sichtbar.
Nachdem die Kirche profaniert und als Lager und Atelier genutzt worden war, wurde sie 1983 von Papst Johannes Paul II. wieder geweiht und bildet den Kern des von ihm gegründeten internationalen Jugendzentrums San Lorenzo (Centro San Lorenzo). Seit 1984 ist hier das Weltjugendtagskreuz stationiert, seit 2003 auch die dazugehörige Marienikone Salus Populi Romani. Das Zentrum steht unter der Leitung des Päpstlichen Rats für die Laien und wird von der Gemeinschaft Emmanuel betreut.

## Architektur
Architektonisch entspricht die Kirche einer dreischiffigen Basilika mit Südapsis und besteht aus einfachem Backsteinmauerwerk und einem hölzernen Dachstuhl ohne Innenverkleidung oder Dekorationen.